# Tmarus rimosus
Tmarus rimosus là một loài nhện trong họ Thomisidae.
Loài này thuộc chi Tmarus. Tmarus rimosus được Kap Yong Paik miêu tả năm 1973.